# Comédie (cinéma)
Pour un article plus général, voir comédie.
 Pour plus de détails, voir le corps de l'article.
La comédie est, au cinéma, un genre cinématographique dont une des caractéristiques majeures est l'humour.

## Description
Le but des films dits comiques est d'amuser les spectateurs à travers des situations, des dialogues, des personnages ou des effets à même de faire sourire ou rire. Traditionnellement on attend de ces films une fin heureuse (happy end), même si le genre de la comédie noire peut déroger à ce prérequis.
On peut considérer la comédie comme l'un des plus anciens genres de film car remontant aux origines du cinéma car les gags sont avant tout visuels et ne nécessitent pas systématiquement du son.
Dans les années 1930, les films développent un humour reposant sur des dialogues mordants et prononcés à vive allure. La comédie évolue avec les goûts du public et certains auteurs émergent jusqu'à représenter une branche de la comédie à eux seuls.
Des phénomènes nationaux peuvent être constatés comme le fait pour des acteurs de télévision de passer au grand écran grâce à la comédie (en France par exemple) ou pour des humoristes (de type stand-up) de jouer dans des films (aux États-Unis notamment). La comédie est aussi à la croisée d'autres genres cinématographiques : on parle de comédie dramatique ou de comédie romantique par exemple. Enfin, si l'objectif est de faire passer un bon moment au spectateur, les comédies peuvent aussi s'impliquer politiquement ou culturellement grâce à plusieurs niveaux de lecture.
Le film comique « naît du héros lui-même, et de l'interaction avec un ou des personnages de la scène, associé aux circonstances dans lequel ils évoluent».

## Par pays
| Pays                                                                                   | Comédie                                      |
| -------------------------------------------------------------------------------------- | -------------------------------------------- |
| Drapeau des États-Unis                                                                 | Comédie américaine                           |
| Drapeau du Royaume-Uni                                                                 | Comédie britannique                          |
| Drapeau de la République populaire de Chine · Drapeau de Hong Kong · Drapeau de Taïwan | Comédie chinoise, hongkongaise et taïwanaise |
| Drapeau de l'Espagne                                                                   | Comédie espagnole                            |
| Drapeau de la France                                                                   | Comédie française                            |
| Drapeau de l'Inde                                                                      | Comédie indienne                             |
| Drapeau de l'Italie                                                                    | Comédie italienne                            |
| Drapeau du Japon                                                                       | Comédie japonaise                            |

## Types
- La comédie d'action (en) est une comédie dans laquelle on retrouve de l'action.
- La comédie de mœurs dénonce les travers d'une époque, d'un groupe ou d'une classe sociale, généralement dominante.
- La comédie de science-fiction, genre hybride entre la science-fiction, et la comédie, vise à exagérer les stéréotypes de science-fiction.
- La comédie de remariage est une comédie dans laquelle des couples mariés se séparent puis se retrouvent.
- La comédie dramatique est un genre cinématographique qui utilise les caractéristiques de la comédie à des fins dramatiques.
- La comédie érotique désigne un genre cinématographique qui mélange des éléments de comédie humoristique et de film érotique.
- La comédie horrifique regroupe des films mélangeant divers sous-genres du film d'horreur et de la comédie.
- La comédie loufoque est basée sur des comportements étranges voire excentriques de situations ou de personnages.
- La comédie militaire est une comédie ayant pour thème l'armée.
- La comédie musicale est un genre de cinéma qui contient de la musique, des chansons ou de la danse.
- La comédie policière est un genre cinématographique combinant la comédie et le film policier.
- La comédie romantique est un type de film d'amour mettant en scène de manière humoristique l'histoire d'amour (ou du moins, une partie de l'histoire d'amour) entre deux personnes.
- La comédie stoner est un genre cinématographique tournant autour de l'utilisation de cannabis.